# آدریانو فریرا مارتینز
آدریانو فریرا مارتینز (به پرتغالی: Adriano Ferreira Martins) مهاجم اهل برزیل است که در شهر سائوپائولو و در تاریخ ۲۱ ژانویهٔ ۱۹۸۲ به دنیا آمده‌است.
آدریانو فریرا مارتینز در تیم‌های فوتبال Itararé-SP سابقهٔ حضور دارد.